# Sprawa Dominicich (film)
Sprawa Dominicich (org. L'Affaire Dominici) – dramat kryminalny produkcji francusko-włosko-hiszpańskiej z 1973 roku w reż. Claude'a Bernard-Auberta. Scenariusz filmu powstał w oparciu o historię zabójstwa w 1952 roku brytyjskiej rodziny Drummondów. 

## Fabuła
Pewnej nocy, gdzieś na prowincji Francji dochodzi do brutalnego morderstwa. Z zimną krwią ktoś zabija trzyosobową rodzinę brytyjskich turystów. O morderstwo to zostaje oskarżony leciwy senior rodu Dominici zamieszkujących pobliską farmę. Pomimo że obciążają go zeznania jego dwóch synów, wszystko wskazuje na to, że stary Dominici tego nie zrobił. Otrzymuje wyrok skazujący, jednak nikt nie wierzy w jego winę.   

## Obsada
- Jean Gabin – Gaston Dominici
- Gérard Depardieu – Roger Perrin "Zézé"
- Paul Crauchet – komisarz Sébeil
- Henri Vilbert – sędzia sądu
- Jean-Paul Moulinot – lekarz sądowy
- Daniel Ivernel – przewodniczący trybunału
- Jeanne Allard – Augusta Callat
- Michel Bertay – sędzia Périez
- Geneviève Fontanel – Yvette Dominici
- Evi Maltagliati – Marie Dominici
- Victor Lanoux – Gustave Dominici
- Gérard Darrieu – Clovis Dominici
- Pierre Forget – ojciec Yvette
- Max Amyl – adwokat Emile Pollack
- Rafael Hernández – Lopez
- Alberto Farnese – włoski dziennikarz
- Jean-Pierre Castaldi – dziennikarz
- Jean-Claude Massoulier – dziennikarz
- Jacques Rispal – Paul Maillet
- Nicole Giroux – Elizabeth Drummond
- Colin Drake – Jack Drummond
- Jane Martel – Ann Drummond
- Jacques Richard – z-ca komisarza
- Michel Robin – Perrin
- Annick Fougery – Germaine Perrin

i inni. 

## Produkcja
Film uznany został za głos francuskich filmowców w dyskusji nad zniesieniem kary śmierci we Francji, która ostatecznie została skasowana w 1981 roku jednym z pierwszych aktów prezydenta Mitterranda. Pomimo chłodno-realistycznego podejścia twórców filmu w przedstawieniu historii głośnego morderstwa, film uznano za stronniczy, wyraźnie wskazujący na niewinność głównego oskarżonego. Krytycy bardzo chwalili aktorstwo w tym filmie – był to jeden z ostatnich filmów Gabina, schodzącej gwiazdy kina francuskiego, na którego kreacji opierała się właściwie cała fabuła filmu. Sprawa Dominicich był również filmem dwóch wschodzących gwiazd kina znad Sekwany – Victora Lanouxa i Gérarda Depardieu. 

## Linki zwnętrzne
- Sprawa Dominicich w bazie IMDb (ang.)
- Sprawa Dominicich w bazie Filmweb